# Cruciata glabra subsp. hirticaulis
Cruciata glabra subsp. hirticaulis é uma subespécie de planta com flor pertencente à família Rubiaceae. 
A autoridade científica da subespécie é (Beck) Natali & Jeanm, tendo sido publicada em Rubiaceae: Compl. Prodr. Fl. Corse 29. 2000.
O seu nome comum é cruciata.

## Portugal
Trata-se de uma subespécie presente no território português, nomeadamente em Portugal Continental.
Em termos de naturalidade é nativa da região atrás indicada.

## Protecção
Não se encontra protegida por legislação portuguesa ou da Comunidade Europeia.